# Yu Xin
Yu Xin (Chino: 庾信; pinyin: Yǔ Xìn; Wade-Giles: Yü Hsin) (513 d. C.-581 d. C.) fue un poeta, político y escritor chino de las dinastías Liang y Zhou del Norte de la China medieval. Yu Xin fue uno de los fundadores del estilo literario Xu-Yu junto con Xu Ling, y el autor de un famoso fu. Su nombre de cortesía era Zǐshān (子山), y era conocido como Yu Shin en Japón.

## Vida
Yu Xin nació y creció en Jiangling, que alguna vez fue la capital de Chu. Su familia era rica y aristocrática, y Yu se convirtió en un importante funcionario de la dinastía Liang. Como tal, sirvió como amante y patrón del aspirante a estadista Wang Shao.
En 554, Yu Xin fue enviado como embajador al Wei Occidental en Chang'an, una misión que no tuvo éxito. De camino a su misión, visitó a Wang Shao, ahora censor oficial, quien rechazó nuevos avances. Después de la caída de la dinastía Liang en 557, tres de sus hijos que permanecieron en la capital de Liang fueron ejecutados. Yu estuvo detenido en Chang'an por el resto de su vida.

## Trabajos
Junto con el poeta y oficial Xu Ling y los padres de ambos hombres, Yu es conocido por el estilo Xu-Yu (徐庾体), que se conocía como "elegante y seductor". Quizás su poema más famoso es El Lamento por el Sur (哀江南賦), que James Hightower ha descrito como el mayor desarrollo de la forma de poesía fu. Una traducción (en inglés) de este poema se puede encontrar en:
- Graham, William T., Jr. (1980), 'The Lament for the South': Yu Hsin's 'Ai Chiang-Nan Fu', Cambridge: Cambridge University Press..